# 豊川市桜ヶ丘ミュージアム
豊川市桜ヶ丘ミュージアム（とよかわしさくらがおかミュージアム）は、愛知県豊川市にある博物館。
豊川地域文化広場内にある博物館と美術館の機能を有する複合文化施設である。かつて桜の名所として知られた「桜の馬場」の跡地にあり、名称の由来となっている。

## 概要
1983年、愛知県によって設置された「ふるさと資料館」と、豊川市によって設置された「ふれあいホール」が同日に開館。1988年に愛知県から豊川市に「ふるさと資料館」の譲与を受ける。
1993年4月から翌1994年3月まで改修工事のため休館していたが、同年4月28日にリフレッシュオープンし、この時に「桜ヶ丘ミュージアム」に名称の変更を行っている。また、2015年にリニューアルが行われ、老朽化設備の更新や市民ギャラリーおよび収蔵庫の拡大が行われたほか、同年1月17日から2月22日までの期間、ミュージアムのリニューアル記念として、あいちトリエンナーレ地域展開事業である現代美術展「豊穣なるもの 現代美術 in 豊川」が開催されている。
館内には、郷土の歴史を系統的に展示する歴史常設展示室や美術資料を展示する美術常設展示室のほか、市民ギャラリーとして利用できる展示室や陶芸や絵画の制作等ができる実習室などを備えている。また館外には茶室「心々庵」が設置されている。

## 主な収蔵品
豊川市指定文化財
- 海獣葡萄鏡（付 鉄刀）
- 鳥鈕蓋付台付壺

## 交通アクセス
電車
- JR飯田線「豊川駅」または、名鉄豊川線「豊川稲荷駅」下車、徒歩約15分

バス
- JR・名鉄「豊橋駅」より豊鉄バス「イオン豊川店」バス停下車、徒歩約5分
- JR豊川駅よりコミュニティバス千両三上線「桜ヶ丘ミュージアム」バス停で下車、徒歩約1分

車
- 東名高速道路「豊川IC」から約10分